# Меррівілл (Луїзіана)
Меррівілл (англ. Merryville) — місто (англ. town) в США, в окрузі Борегард штату Луїзіана. Населення — 967 осіб (2020).

## Географія
Меррівілл розташований за координатами 30°45′22″ пн. ш. 93°31′32″ зх. д. / 30.75611° пн. ш. 93.52556° зх. д. (30.755974, -93.525588).  За даними Бюро перепису населення США в 2010 році місто мало площу 25,40 км², з яких 25,35 км² — суходіл та 0,05 км² — водойми.

## Демографія
Згідно з переписом 2010 року, у місті мешкали 1103 особи в 423 домогосподарствах у складі 282 родин. Густота населення становила 43 особи/км².  Було 486 помешкань (19/км²).
Расовий склад населення:
| - 81,1 % — білих - 14,6 % — чорних або афроамериканців - 1,5 % — корінних американців - 0,5 % — азіатів |

До двох чи більше рас належало 1,8 %. Частка іспаномовних становила 1,8 % від усіх жителів.
За віковим діапазоном населення розподілялося таким чином: 26,7 % — особи молодші 18 років, 57,5 % — особи у віці 18—64 років, 15,8 % — особи у віці 65 років та старші. Медіана віку мешканця становила 37,1 року. На 100 осіб жіночої статі у місті припадало 89,2 чоловіків;  на 100 жінок у віці від 18 років та старших — 83,6 чоловіків також старших 18 років.
Середній дохід на одне домашнє господарство  становив 32 989 доларів США (медіана — 24 342), а середній дохід на одну сім'ю — 37 903 долари (медіана — 30 000). За межею бідності перебувало 27,2 % осіб, у тому числі 22,9 % дітей у віці до 18 років та 15,0 % осіб у віці 65 років та старших.
Цивільне працевлаштоване населення становило 303 особи. Основні галузі зайнятості: освіта, охорона здоров'я та соціальна допомога — 18,2 %, сільське господарство, лісництво, риболовля — 15,8 %, публічна адміністрація — 14,5 %.